# Nacionalni parkovi Crne Gore
U Crnoj Gori postoje pet nacionalnih parkova.

## Reljef Crne Gore
Planinski reljef Crne Gore objašnjava pojavu mnogih kanjona, klisura i pećina, a dodatnu ljepotu osigurava bogatstvo izuzetno očuvanih šuma u čijem sastavu ima mnogo endemskih vrsta, te bogatstvo voda, potoka, izvora, pašnjaka, itd. 
U prirodnoj baštini svake zemlje nacionalni parkovi zauzimaju posebno mjesto. Svojim ukupnim vrijednostima nacionalni parkovi nadilaze granice Crne Gore i uključeni su u Europsku Federaciju Nacionalnih parkova – EUROPARC.

## Nacionalni parkovi u Crnoj Gori
- Nacionalni park Durmitor – proglašen je nacionalnim parkom 1952. godine, a površina mu iznosi 390 km².
- Nacionalni park Biogradska gora – proglašen je nacionalnih parkom 1952. godine, a površina mu iznosi 54 km².
- Nacionalni park Lovćen – proglašen je nacionalnih parkom 1952. godine, a površina mu iznosi 64 km².
- Nacionalni park Skadarsko jezero – proglašen je nacionalnih parkom 1983. godine, a površina mu iznosi 400 km².
- Nacionalni park Prokletije – proglašen je nacionalnih parkom 2009. godine, a površina mu iznosi 16 km².